# Правий Тузлів
Правий Тузлів (рос. Прав. Тузлов; Р. Тузлова Правая Отножина) — річка в Україні й Росії у Антрацитівському й Куйбишевському районах Луганської й Ростовської областей. Права притока річки Тузлів (басейн Азовського моря).

## Опис
Довжина річки 21,8 км, найкоротша відстань між витоком і гирлом — 15,92  км, коефіцієнт звивистості річки — 1,37 . Формується багатьма балками та загатами.

## Розташування
Бере початок на північно-східній стороні від села Леонове. Тече переважно на південний схід через хутір Обійко, село Камєнно-Тузловка, село Кумшатське і на південній частині хутора Кринично-Лузький зливається з річкою Середній Тузлів, утворюючи річку Тузлів, праву притоку Аксая.